# Aphnaeus gilloni
Aphnaeus gilloni är en fjärilsart som beskrevs av Henry Stempffer 1966. Aphnaeus gilloni ingår i släktet Aphnaeus och familjen juvelvingar. Inga underarter finns listade i Catalogue of Life.